# 崔贞允
崔贞允（韓語：최정윤，1977年5月9日—），韩国女演员。因高中时拍摄汉城牛奶广告而走上演艺道路，常以清纯甜美的扮相出现于螢幕。

## 演出作品

### 电视剧
- 1996年：SBS《浪漫風暴》
- 1998年：SBS《愛上Mr.Q》
- 2000年：MBC《新贵公子》
- 2000年：KBS《雷聲》
- 2001年：KBS《愛情奇蹟》飾演 申熙
- 2001年：KBS《东方剧场》
- 2002年：SBS《認真生活》
- 2003年：MBC《屋塔房小猫》飾演 羅惠蓮
- 2005年：MBC《泰陵選手村》飾演 方秀娥
- 2006年：MBC《愛誰都不能阻止》飾演 徐恩珠
- 2007年：tvN《浪漫獵手》飾演 洪英珠
- 2007年：SBS《不良情侶》飾演 韓英
- 2007年：SBS《那女人好可怕》飾演 白銀愛
- 2009年：SBS《你笑了》飾演 徐真靜
- 2011年：tvN《Manny》飾演 徐道瑛
- 2011年：KBS《烏鵲橋兄弟》飾演 車琇瑩
- 2012年：MBC《天使的選擇》飾演 崔恩雪
- 2012年：KBS《加油，金先生！》飾演 千志瑩
- 2013年：MBC《Drama Festival－少年，再次遇見少女》飾演 申娜
- 2014年：JTBC《我們可以相愛嗎》飾演 權智賢
- 2014年：SBS《清潭洞醜聞》飾演 殷賢秀
- 2021年：SBS《Amor Fati－現在去愛吧》飾演 都妍熙

### 电影
- 1997年：《父親》
- 2000年：《凶咒》
- 2000年：《錯愛雙魚座》饰演 消瘦的女子（友情出演）
- 2002年：《鬼鈴》饰演 闵紫英
- 2003年：《輪迴》饰演 孙美香
- 2004年：《筆仙》饰演 好京
- 2006年：《廣播明星》饰演 姜石英
- 2007年：《原聲追兇》饰演 河珠媛新闻主播（友情出演）
- 2011年：《我是爸爸》饰演 秀京
- 2019年：《天衣無縫的她》飾演 惠仁
- 2023年：《魯蛇大翻身》饰演 基范的母亲

### 綜藝節目
- 2015年：SBS《握拳少林寺》女子篇 [2]
- 2019年：JTBC2《風流的姐姐們》
- 2022年：ENA／tvN STORY《摔跤女王》（씨름의 여왕）
- 2022年：Channel A《因为第一次住新房子1.5》（새집은 처음이라 1.5）

## 獲獎紀錄
- 2011年 KBS演技大賞—最佳情侶獎 《烏鵲巢兄弟》
- 2014年 SBS演技大賞—長篇劇 女子優秀演技賞《清潭洞醜聞》

## 外部連結
- 崔贞允的X（前Twitter）
- 崔贞允的Instagram帳戶
- 崔贞允在NAVER上的资料
- 崔贞允在Daum上的资料